# Lotta Sea Lice
Lotta Sea Lice es un álbum de estudio colaborativo de los músicos Courtney Barnett y Kurt Vile. Fue publicado el 13 de octubre de 2017  a través de Matador, Marathon Artists y Milk! Records. El álbum recibió críticas positivas desde su lanzamiento.

## Grabación
Barnett y Vile anunciaron que habían tocado juntos y decidieron hacer una gira mutua el 7 de junio de 2017. Anunciaron la fecha de lanzamiento del álbum, junto con el sencillo principal «Over Everything» el 30 de agosto.

## Recepción de la crítica
Lotta Sea Lice recibió críticas generalmente positivas. En Metacritic, el álbum obtuvo un puntaje promedio de 79 sobre 100, basado en 27 críticas, lo cual indica “reseñas generalmente favorables”. Stuart Berman de Pitchfork le dio una calificación de 7.6 sobre 10 y dijo: “Lotta Sea Lice es un testimonio de cómo dos artistas pueden terminar las oraciones del otro incluso cuando viven en mundos separados”. Daniel Keane de Gigwise llamó a  la canción «Continental Breakfast», “uno de los aspectos más destacados del álbum”, escribiendo: “Barnett rinde homenaje de manera conmovedora a sus ‘amistades intercontinentales’ y recuerda los alegres encuentros durante el ‘desayuno continental’”. James Kilpin, escribiendo para la revista Clash, comentó: “Kurt y Courtney se complementan perfectamente el uno al otro con su entrega igualmente pausada, y el ir y venir en curso suena a veces como si estuviéramos escuchando una conversación entre amigos, algo que se ve realzado por un sentido del humor inexpresivo compartido”.
Jeff Terich de American Songwriter escribió que “Lotta Sea Lice encaja cómodamente junto con la discografía de cualquiera de los dos artistas”. Bekki Bemrose, escribiendo para musicOMH, dijo: “Courtney Barnett y Kurt Vile son valientes al hacer algo tan gentil, natural y desprevenido. Se las han arreglado para luchar por un ideal informado por un sentido real de pragmatismo, y en el proceso, han hecho uno de los discos más cálidos y de buen corazón del año”. Sean Hannah de Tiny Mix Tapes comentó: “En Lotta Sea Lice, sin embargo, el dúo no tan improbable de Kurt Vile y Courtney Barnett trasciende la superficialidad y la artimaña de un equipo de etiqueta de indie-rock, ya que se prestan mutuamente sus fortalezas estilísticas al mismo tiempo que muestran sus facultades musicales individuales”.
Stephen Thomas Erlewine, escribiendo para AllMusic, le dio una calificación de 3 estrellas sobre 5 y elogió parte de la interpretación y la diversión del álbum, pero concluyó: “Como ambos son cantantes carismáticos con una melodía elíptica, es bastante agradable. pero cuando terminan los 45 minutos, Lotta Sea Lice se siente como una fiesta en la que los anfitriones la pasan mucho mejor que sus invitados”. Ellen Peirson-Hagger de The Line of Best Fit, escribió: “Incluso sin ninguna banda de acompañamiento o el propio compositor, la delicadeza y la indudable sinceridad que Barnett aporta a una pista tan conmovedora es conmovedora, de una manera agradablemente discreta. La subestimación es en lo que se basa el disco, y lo convierte en una escucha entrañable”.
El sitio web Northern Transmissions comentó que “Con una habilidad compartida para reflexionar con humor sobre el mundo que los rodea, por muy pedestre que sea el "momento", y con la misma habilidad con las palabras que con un diapasón, Lotta Sea Lice demuestra que Courtney Barnett y Kurt Vile son una combinación perfecta.”. Ryan Meaney de Under the Radar escribió: “Un matrimonio perfecto de sonido y sustancia, Lotta Sea Lice encuentra a dos de los cantautores más vibrantes y eclécticos del indie rock compartiendo el centro de atención para un brillante LP conjunto”. David Sackllah de Consequence of Sound escribió que “Lotta Sea Lice es una maravilla sorprendente que representa mucho más que un recurso provisional para cualquiera de los dos artistas”, y lo calificó como “uno de los mejores álbumes de rock colaborativo de los últimos años”.

### Galardones
| Publicación        | Lista                    | Posición | Ref.   |
| ------------------ | ------------------------ | -------- | ------ |
| BBC Radio 6 Music  | Albums of the Year       | 6        | [ 42 ] |
| FLOOD              | Best Albums of 2017      | 9        | [ 43 ] |
| Fopp               | Best Albums of 2017      | 3        | [ 44 ] |
| Paste              | 50 Best Albums of 2017   | 5        | [ 45 ] |
| Rolling Stone      | 50 Best Albums of 2017   | 15       | [ 46 ] |
| Rough Trade        | Albums of the year 2017  | 35       | [ 47 ] |
| Uncut              | 75 Best Albums of 2017   | 8        | [ 48 ] |
| MOJO               | Top 50 Albums of 2017    | 16       | [ 49 ] |
| Uproxx             | Best Albums of 2017      | 19       | [ 50 ] |
| Piccadilly Records | Top 100 Albums of 2017   | 28       | [ 51 ] |
| Noisey             | 100 Best Albums of 2017  | 29       | [ 52 ] |
| Drowned in Sound   | Favourite Albums of 2017 | 86       | [ 53 ] |

## Lista de canciones
| Lista de canciones de Lotta Sea Lice |                         |                  |          |  |
| N.º                                  | Título                  | Escritor(es)     | Duración |  |
| 1.                                   | «Over Everything»       | Kurt Vile        | 6:20     |  |
| 2.                                   | «Let It Go»             | Courtney Barnett | 4:34     |  |
| 3.                                   | «Fear Is Like a Forest» | Jen Cloher       | 4:48     |  |
| 4.                                   | «Outta the Woodwork»    | Barnett          | 6:21     |  |
| 5.                                   | «Continental Breakfast» | Vile             | 4:54     |  |
| 6.                                   | «On Script»             | Barnett          | 4:00     |  |
| 7.                                   | «Blue Cheese»           | Vile             | 4:38     |  |
| 8.                                   | «Peepin' Tom»           | Vile             | 4:15     |  |
| 9.                                   | «Untogether»            | Tanya Donelly    | 4:51     |  |

## Créditos
Créditos adaptados desde las notas del álbum.
- Courtney Barnett – voz principal y coros, guitarras, piano
- Kurt Vile – voz principal y coros, guitarras
- Callum Barter – mezclas, ingeniero de audio
- Greg Calbi – masterización
- Mick Harvey – guitarra, teclado
- Rob Laakso – bajo eléctrico, guitarra barítono, teclado
- Alex Landragin – guitarra
- Jade McInally – coros
- Stella Mozgawa – batería
- Dave Mudie – batería, coros
- Jess Ribeiro – guitarra, coros
- Bones Sloane – bajo eléctrico, coros
- Mick Turner – guitarra
- Jim White – batería

## Posicionamiento
| Gráfica (2017)                                    | Pico de posición |
| ------------------------------------------------- | ---------------- |
| Australia (ARIA)                                  | 5                |
| Bélgica (Flandes) (Ultratop 200 Albums)           | 26               |
| Bélgica (Valonia) (Ultratop 200 Albums)           | 89               |
| Canadá (Billboard Canadian Albums)                | 92               |
| Países Bajos (Album Top 100)                      | 27               |
| Francia (SNEP)                                    | 89               |
| Nueva Zelanda (Recorded Music NZ)                 | 12               |
| Portugal (AFP)                                    | 39               |
| Escocia (Scottish Albums Chart)                   | 8                |
| España (PROMUSICAE)                               | 69               |
| Suiza (Schweizer Hitparade)                       | 35               |
| Reino Unido (UK Albums Chart)                     | 11               |
| Estados Unidos (Billboard 200)                    | 51               |
| Estados Unidos (Billboard Top Alternative Albums) | 10               |
| Estados Unidos (Billboard Top Rock Albums)        | 10               |
| Estados Unidos (Billboard Independent Albums)     | 4                |